# Jakob Krauss
Jakob Krauss (* 22. Januar 1896 in Zürich; † 6. April 1988) war ein deutscher Landtagsabgeordneter der CDU in Baden-Württemberg.

## Leben
Jakob Krauss wurde am 22. Januar 1896 in Zürich (Schweiz) geboren. Er erhielt seine Schulbildung an der Volksschule in Ludwigsburg an der Karlshöhe.
Er machte eine Schneiderlehre und arbeitete von 1913 bis 1926 als Schneidergeselle in Ludwigsburg, Heilbronn, Stuttgart, Freiburg im Breisgau und Tübingen.
1918 war er Soldat im Ersten Weltkrieg.
1925 legte er seine Meisterprüfung ab.
Ab 1926 arbeitete er als selbstständiger Schneidermeister. 1932 wurde er Obermeister der Innung Tübingen bis 1952 und war auch in der Prüfungskommission der Handwerkskammer Sindelfingen. 1946 bis 1952 war er stellvertretender Fachverbandsvorsitzender. Seit 1913 war er Mitglied des Posaunenchors.

### Politische Karriere
Seit 1946 war er Ortsvorsitzender der CDU Tübingen und später stellvertretender Oberbürgermeister. Seit Januar 1959 war er Mitglied des Landtags als Nachrücker für Gebhard Müller.

## Familie
Krauss war verheiratet und hatte ein Kind.